# HMG20A
HMG20A (англ. High mobility group 20A) – білок, який кодується однойменним геном, розташованим у людей на короткому плечі 15-ї хромосоми. Довжина поліпептидного ланцюга білка становить 347 амінокислот, а молекулярна маса — 40 144.
| 10         |  | 20         |  | 30         |  | 40         |  | 50         |
| ---------- |  | ---------- |  | ---------- |  | ---------- |  | ---------- |
| MENLMTSSTL |  | PPLFADEDGS |  | KESNDLATTG |  | LNHPEVPYSS |  | GATSSTNNPE |
| FVEDLSQGQL |  | LQSESSNAAE |  | GNEQRHEDEQ |  | RSKRGGWSKG |  | RKRKKPLRDS |
| NAPKSPLTGY |  | VRFMNERREQ |  | LRAKRPEVPF |  | PEITRMLGNE |  | WSKLPPEEKQ |
| RYLDEADRDK |  | ERYMKELEQY |  | QKTEAYKVFS |  | RKTQDRQKGK |  | SHRQDAARQA |
| THDHEKETEV |  | KERSVFDIPI |  | FTEEFLNHSK |  | AREAELRQLR |  | KSNMEFEERN |
| AALQKHVESM |  | RTAVEKLEVD |  | VIQERSRNTV |  | LQQHLETLRQ |  | VLTSSFASMP |
| LPGSGETPTV |  | DTIDSYMNRL |  | HSIILANPQD |  | NENFIATVRE |  | VVNRLDR    |

A: Аланін

D: Аспарагінова кислота

E: Глутамінова кислота

F: Фенілаланін

G: Гліцин

H: Гістидин

I: Ізолейцин

K: Лізин

L: Лейцин

M: Метіонін

N: Аспарагін

P: Пролін

Q: Глутамін

R: Аргінін

S: Серин

T: Треонін

V: Валін

W: Триптофан

Кодований геном білок за функціями належить до регуляторів хроматину, фосфопротеїнів. 
Задіяний у таких біологічних процесах, як транскрипція, регуляція транскрипції, альтернативний сплайсинг. 
Білок має сайт для зв'язування з ДНК. 
Локалізований у ядрі.